# Miracle (BoA)
Miracle è un EP della cantante sudcoreana BoA, pubblicato nel 2002.

## Tracce
1. 기적 (Miracle)
2. Every Heart
3. Valenti
4. Feelings Deep Inside (마음은 전해진다)
5. Share Your Heart (With Me)
6. Happiness
7. Snow White
8. Nobody But You
9. Next Step
10. Nothing's Gonna Change
11. Listen to My Heart (Bonus Track)